# Torrequemada
Torrequemada és un municipi de la província de Càceres, a la comunitat autònoma d'Extremadura (Espanya).

### Extensió i població
Torrequemada és una localitat del oest d'Espanya. Està situada a la zona central de l'antiga província romana de la Lusitania, a la Comunitat Autònoma de Extremadura, a 18 km de la capital provincial.
Té un àrea de 30,81  km², amb una població de 601 habitants amb data a 1 de gener de 2016 i una densitat de població de 19,02 hab./km².
Els seus límits són pel sud Aldea del Cano, pel nord amb Sierra de Fuentes i Càceres, per l'est Torremocha i per l'oest amb Torreorgaz.